# 잠혼
잠혼(岑昏, 岑昬 ? ~ 280년)은 중국 삼국시대 오나라의 신하이다.

## 행적
황호(黃皓)와 함께 삼국지의 대표적 간신으로 뽑힌다.
음험하면서도 아부를 잘 하여 손호(孫皓)의 총애를 받아 9경의 반열에 올랐다. 토목공사를 일으키기 좋아하여 이를 부담하는 백성들이 고통스럽게 되자 민심이 오나라를 떠났다.
280년 진나라에서 오나라 정벌군을 일으켜 공격해 오자 내부적으로 약화되어 있던 오나라는 별다른 힘을 쓰지 못하였다. 3월에 왕준(王濬)이 이끄는 진나라 군대가 건업(建業)에 이르러 오나라가 망하기 직전이 되자 오나라의 신하 수백 명이 궁중에 있는 잠혼을 밖으로 끌어내 죽였다. 손호는 사람을 보내 막으려 하였으나 끝내 막지 못했다.

## 《삼국지연의》 속 잠혼
삼국지연의에서는 잠혼이 환관으로 나오며, 벼슬은 촉나라의 황호와 같은 중상시이며, 토목 공사를 좋아하였다고 한다. 하지만 잠혼이 환관이라는 것은 연의에서의 허구이다. 이후, 왕준의 군대가 장강을 거슬러 쳐들어오려 하자, 손호에게 장강 바닥에 쇠사슬과 쇠송곳을 깔아 두고 진나라의 전함을 부수게 하는 계책을 제안한 것으로 나와 있다. 오나라에서 이와 같은 방법을 시도한 것은 사실이지만, 잠혼이 아닌 오언(吾彦)의 계책이다. 그러나 왕준은 뗏목과 불로 장애물을 제거하고 계속 진군하여 오나라를 멸망시켰다. 잠혼의 최후는 정사와 같다.

## 같이 보기
- 황호